# Pleiku
Pleiku es una localidad en la vertiente septentrional de la costa de Vietnam. Su ubicación a medio camino entre Ciudad Ho Chi Minh y la ciudad imperial de Hué, convirtió a esta población en un lugar idóneo para la construcción de una base aérea para los EE. UU. durante la guerra del Vietnam.
Su posición estratégica le hizo objeto de importantes ataques por parte del Vietcong, y su control fue de relevancia importantísima para contener la ofensiva del Tet en 1968, al servir de enlace a las fuerzas móviles norteamericanas en su empeño por aplastar a las tropas atrincheradas en Hué.
Se encuentra en la provincia de Gia Lai, y en 2007 cuenta con unos 114.000 habitantes.
- Datos: Q30599
- Multimedia: Pleiku / Q30599